# Nina Albright
Nina Albright   (Manhattan, 15 de febrer de 1907 - 7 de febrer de 1997) Nina Dorothy Albright va ser un dibuixant de còmics nord-americà durant nou anys durant l'Edat d'Or dels còmics. Va ser una de les poques dones il·lustrant i escrivint còmics durant el període.

## Biografia
Arthur Gustave Abrecht (pare), Mary Stuart (mare) i Nina es van traslladar a Brooklyn el 1902 des de Manhattan mentre Arthur treballava com a reporter per a un diari alemany New Yorker Staats-Zeitung . Va decidir convertir-se en artista després de rebre una menció honorífica per les seves presentacions a concursos de dibuix a la revista infantil St. Nicholas Magazine el 1922. A més, als 16 anys va rebre els dos primers premis i la "Gold Badge" el 1923. Després que Nina Albright es gradués a una escola secundària catòlica, el juny de 1924. El setembre d'aquest mateix any, es va matricular a l'Escola d'Art del Pratt Institute de Brooklyn.

## Carrera inicial
Després de graduar-se a la universitat el 1927, va continuar vivint amb els seus pares mentre treballava com a artista independent. A la dècada de 1930 es va incorporar a una empresa com a directora d'entreteniment, també va anunciar les seves habilitats com a artista de retrats i paisatges en diversos viatges de creuers per les Índies Occidentals. a la dècada de 1940, l'Albright va començar en la indústria del còmic responent a un anunci classificat publicat per l'empresari Jerry Iger. Va treballar en estudis com Majestic Studios, Funnies Inc., LB Cole i Bernard Baily a la dècada de 1940. Mentre treballava a Novelty Press a Nova York, va treballar en sèries com Young King Cole, Lem the Grem, Contact Comics, Dr. Doom, Bull's Eye Bill i The Cadet. També va treballar en sèries de Fiction House, com ara Captain Terry Thunder, Hooks Devlin, Inspector Dayton i Senorita Rio.

## Segona Guerra Mundial i Miss Victory
El 1940, Albright va ser contractada al costat d'altres artistes femenines de còmics per Fiction House, una empresa editorial pulp. Albright i els seus contemporanis, com Lily Renée i Fran Hopper, van ser contractades per substituir artistes masculins que havien estat cridats a files.
El 1945, Albright i un escriptor desconegut van crear Comandette, una heroïna que apareix a Star Studded Comics nùmero 1, publicat per Cambridge House Publishers. A Holyoke Publications, va treballar a Miss Victory. També va treballar per a Aviation Press al seu Black Venus, i va il·lustrar històries romàntiques per a Timely, com Junior Miss. El 1947, Albright va il·lustrar The Cadet for Target Comics. Tot i que el còmic presentava un protagonista masculí, incloïa notablement diversos personatges femenins complexos.
Albright va treballar per a Archie Publications, St. John Publications i Ziff-Davis. Va treballar en còmics durant un total de nou anys.

## Carrera posterior
A la dècada de 1950, Albright es va dedicar a la il·lustració i va treballar per a revistes com American Girl Magazine i la sèrie de llibres Polly French escrita per Francine Lewis i publicada per la Whitman Publishing Company. Va contribuir amb il·lustracions a diversos llibres de text educatius, com ara Joyce Jackson's Guide To Dating, Manual for Second Year Readers, and This Is Chicago. A la dècada de 1960 va contribuir amb portades de llibres per a la Signal Books Publishing Company, per exemple Bonnie de Lee Wyndham publicada el 1961.